# Valiantsina Liajavets
Valiantsina Liajavets –en bielorruso, Валянціна Ляхавец– (15 de enero de 1990) es una deportista bielorrusa que compitió en halterofilia. Ganó una medalla de bronce en el Campeonato Europeo de Halterofilia de 2010, en la categoría de 53 kg.

## Palmarés internacional
| Campeonato Europeo | Campeonato Europeo  | Campeonato Europeo | Campeonato Europeo |
| Año                | Lugar               | Medalla            | Categoría          |
| ------------------ | ------------------- | ------------------ | ------------------ |
| 2010               | Minsk (Bielorrusia) | Medalla de bronce  | 53 kg              |